# Svastika
Cette page contient des caractères spéciaux ou non latins. S’ils s’affichent mal (▯, ?, etc.), consultez la page d’aide Unicode.
Cet article concerne le svastika en général. Pour son utilisation par le nazisme, voir Croix gammée nazie.

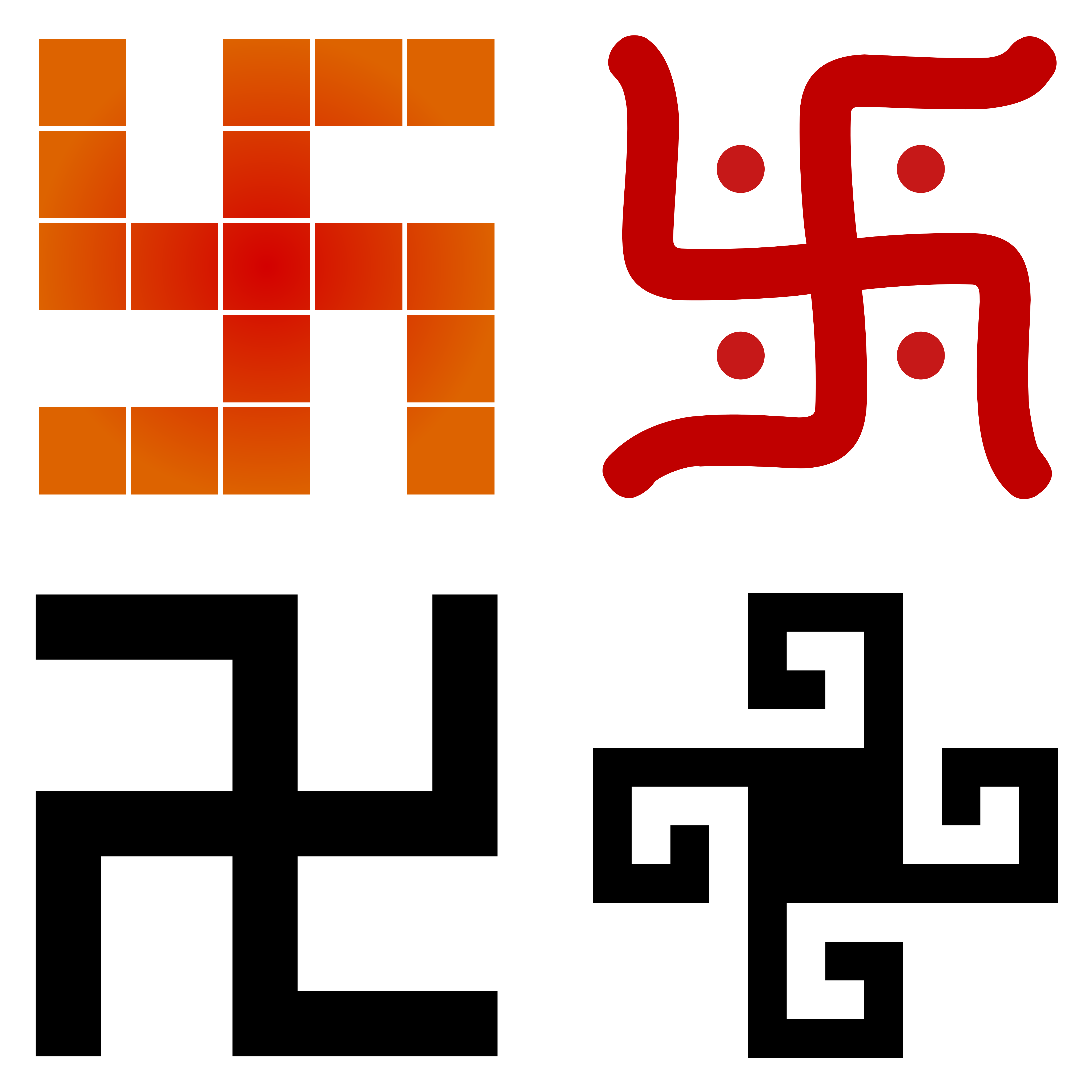
Quatre exemples. Haut gauche : svastika en dix-sept carreaux ; haut droite : svastika hindou ; bas gauche : svastika symbole solaire préhistorique ; bas droite : svastika aztèque

Le svastika ou swastika, 卐, mot sanskrit dérivé de su (« bien ») et de asti (« il est ») (ka étant un suffixe adjectival), avec la variante orthographique sauvastika parfois attribuée à son symétrique 卍, est un symbole que l'on retrouve en Europe, en Afrique, en Océanie, aux Amériques (Amérique précolombienne chez les Mayas et Amérindiens navajos et kunas) et en Asie jusqu'en Extrême-Orient. Utilisé de façon populaire et systématique en Inde, du fait de la haute sacralité que représente ce signe dans l'hindouisme, il l'est surtout dans le jaïnisme (où il est particulièrement vénéré).
Il apparaît à l'époque néolithique pour la première fois dans la préécriture de la culture de Vinča. Cette ubiquité temporelle et spatiale lui a parfois valu le nom de « symbole universel ». On peut le décrire comme une croix composée de quatre potences prenant chacune la forme d'un gamma grec en capitale (Γ), d'où le nom de croix gammée qui lui est souvent donné.
Ce symbole est toujours largement utilisé en Asie et particulièrement en Inde. Dans l'hindouisme, il possède de nombreuses significations sacrées et il représente notamment le Dharma. Il est toujours un symbole omniprésent chez les bouddhistes. Il est le symbole premier du jaïnisme, considéré par ses adeptes comme le plus favorable de tous les symboles. En Chine, il symbolise l'éternité. Il est aussi fréquemment visible dans les temples statuaires, décorations, motifs vestimentaires de l'ensemble des pays bouddhistes, d'Extrême-Orient, d'Asie du Sud-Est et d'Asie centrale.

## Étymologie

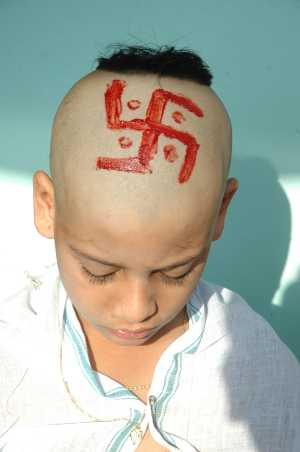
Il est de coutume en Inde de tracer un svastika sur la tête rasée d'un enfant initié au Veda (tradition sacrée hindoue).

Le mot svastika (स्वस्तिक) est un terme sanskrit qui apparaît pour la première fois dans les épopées Rāmāyana et Mahābhārata.
Le mot est composé de svasti et du suffixe diminutif -ka. Le sens de svasti est « bonne santé, bonne fortune » (c'est aussi une interjection équivalant au français « vive ! ») ; il est lui-même formé de su, « bon » (grec ancien εὖ / eũ, « bien », indo-européen commun * h₁su-) et de asti, « existence » (du radical as, venant du radical indo-européen du verbe être, soit * h₁es-, d'où provient la plupart des verbes être indo-européens). Svastika peut donc se traduire par « ce qui apporte la bonne fortune » ou « ce qui porte chance ». Toutefois l'étymologie, reconsidérée, met en évidence deux éléments : su- « favorable » et *nes- « approcher » (-n- amuï en composition ; parent de l'anglais next, du letton nak, etc.), avec le sens fondamental de « heureux retour », ce qui explique l'association du signe avec les dioscures Nasatya qui ramènent à la santé, au beau temps, etc.. Il existe une différence entre le svastika et le plus récent gammadion : attesté dès le Paléolithique supérieur dans un contexte (paléo)astronomique, le svastika est doté d'un sens giratoire ; le gammadion est l'assemblage fixe de quatre gammas.

## Apparence
Le svastika inscrit dans un carré peut être retourné comme s'il était vu dans un miroir, donnant deux versions de sens opposé. On le qualifie de « dextrogyre » (dextro = droite ; gyro = tourne) lorsque le tracé de chacune de ses pattes est tourné dans le sens des aiguilles d'une montre (卐), et de « lévogyre » (ou encore « sénestrogyre ») dans le cas contraire (卍). En Inde, on trouve des figurations dans chacun des deux sens et, qui sont généralement vues comme « bénéfiques ». La considération de ces deux sens provient de deux orientations possibles liées au pradakshina. Le svastika lévogyre (sauvastika) est parfois vu comme un symbole non auspicieux, de malchance.

Différentes formes de svastika
Croix gammée.
Tursaansydän (en) de Kruszwica (Finlande).
Croix solaire rompue.
Fylfot (en).
Nkontim ashanti.
Manji.
Svastika du bouclier de Battersea.
Croix gammée nazie.
Sauvastika.
Gammadion.
Croix cramponnée.
Croix basque.
Svastika à double-bras.
Svastika aztèque.

## Origine et signification

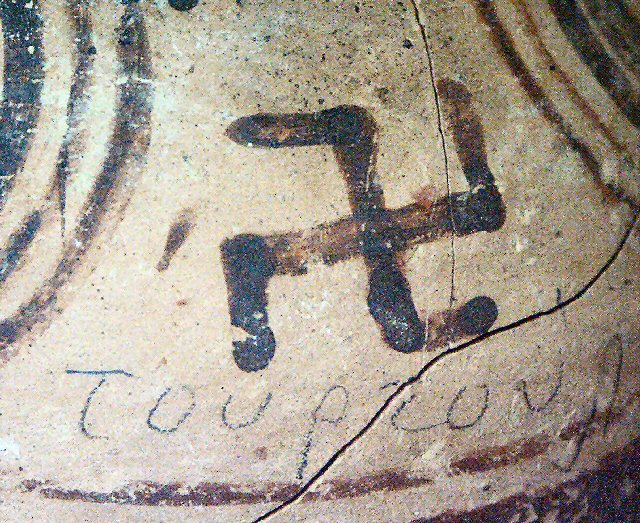
Poterie minoenne, musée archéologique Héraklion.

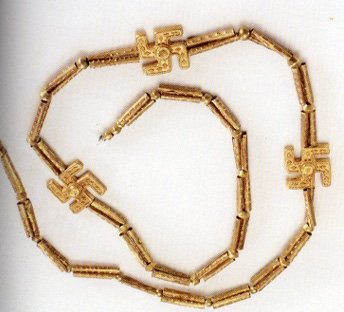
Collier décoré de svastikas ; fouilles de Kaluraz, Guilan, Iran, 1er millénaire av. J.-C. Musée national d'Iran.

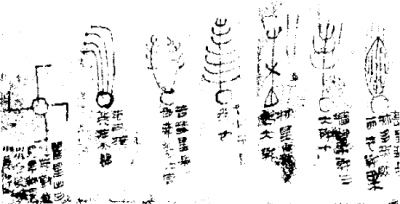
Représentation de comètes sur un manuscrit de Mawangdui, Chine,

C'est l'un des plus anciens symboles de l'humanité que l'on retrouve sous plusieurs formes dans la majorité des civilisations du monde, bien qu'il n’ait pas toujours la même signification. Les différentes graphies inspirées de la forme du svastika ont pu naître indépendamment les unes des autres, bien que certaines soient liées historiquement (svastikas indien et bouddhique, svastika indien et svastika du XXe siècle européen).
Les premiers svastikas connus se trouvent en Ukraine à Mezine (en) vers - 10000 av. J.-C. et dans la même région dans la culture de Cucuteni-Trypillia.
Puis viennent ceux retrouvés sur des poteries de la culture de Samarra, établie sur le moyen Tigre et jusqu'au moyen Euphrate, sur des céramiques de la culture de Vinča dans les Balkans datant du Ve millénaire av. J.-C., suivis par ceux des poteries de Sintachta au Sud de l'Oural datant du IIe millénaire. Leur présence se fait plus importante à partir de l'âge du bronze. Les principales occurrences du svastika en Europe et en Asie centrale sont : dans le Caucase (culture de Koban), en Azerbaïdjan, chez les Scythes et leurs parents les Sarmates, chez les Hittites, les Celtes (triskell), les Grecs (grecque), et les peuples germaniques (notamment les Goths ; fibule). Plus tard, on en trouve en Islande deux versions, le marteau de Thor (elle apparaît aussi sur la ceinture de Thor sur le tableau de M. E. Winge (1872) où il affronte les géants) tournoyant dans le ciel et représentant le soleil, et le Þórshamar des grimoires ; le lauburu est typique du Pays basque. Le svastika apparaît également dans de nombreuses cultures d'Asie, d'Afrique et d'Amérique. On le trouve dans deux idéogrammes chinois 卐 ou plus couramment 卍, signifiant « dix mille » (c'est-à-dire l'éternité) ou « le cœur de Bouddha ».
Différentes hypothèses ont été avancées pour expliquer l'ubiquité du svastika. Une explication triviale est qu'il s'agit d'un motif décoratif facile à exécuter. Une autre, qui fait appel aux fonctions symboliques communes à tous les humains, suggère qu'il s'agirait à l'origine d'une représentation d'un mouvement rotatif : rotation apparente du soleil dans sa course diurne, comme celle de la lune et des planètes, de gauche à droite dans l'hémisphère Nord (soit dans le sens des aiguilles d'une montre) ; rotation du ciel nocturne autour de l'étoile polaire (rotation inverse, due au changement de point de vue de l'observateur, tourné vers le Nord et non plus vers le Sud). D'autres corps célestes ont été proposés, une comète par exemple, selon l'astronome Carl Sagan, au vu de celle représentée dans un manuscrit chinois de Mawangdui. Chez les Navajos, il s'agit de la rotation d'une bûche.
La signification et l'importance du svastika varient selon les cultures et les époques. Il peut n'être qu'un signe parmi d'autres comme sur les poteries Vinča, ou un symbole religieux prééminent comme dans l'hindouisme et le bouddhisme. De nos jours, par exemple, le svastika levogyre (卍) est utilisé pour marquer les temples bouddhistes sur les plans de ville japonais.
On peut voir des svastikas sur des cartes postales des États-Unis souhaitant bonne chance au début des années 1900,. Cependant, au XXe siècle, les svastikas ont été utilisés par le régime nazi et sont devenus tabous dans le monde occidental, même le svastika bouddhique pointant vers la gauche, à l'inverse du svastika indien et de la croix gammée. Des tombes bouddhiques appartenant à des familles indochinoises furent vandalisées après la guerre ; plus récemment, des cartes Pokémon portant un svastika bouddhique durent être retirées de la vente au Japon. La circulation de l'information et l'intérêt accru pour les civilisations asiatiques n'ont pas suffi à réhabiliter le svastika dans le monde occidental. Son interdiction est même proposée, au regret des hindous vivant en Europe.

### Autre signification
Pour René Guénon, le mouvement circulaire exprimé par ce symbole est utilisé pour mettre en évidence l'axe de la figure, seule partie immobile et symbole de l'immuabilité d'un principe transcendant. Affirmant que cette croix doit être considérée comme une figure horizontale il y voit un « signe du Pôle », qui serait un des symboles les plus anciens de la « tradition primordiale », d'origine polaire et mère de toutes les autres traditions. Ce symbole aurait ainsi été conservé, en oubliant plus ou moins son sens, par les religions actuelles. Pour lui, le sens de rotation n'a pas d'importance dans ce symbolisme et peut être considéré comme la vision d'un même objet par une face ou par l'autre. Quant au terme de « sauvastika » il n'y voit qu'un adjectif dérivé de « svastika » qui désigne simplement, en sanscrit, ce qui a un rapport avec ce symbole.
Pour Jean Chevalier et Alain Gheerbrant, le svastika est symbole d'action, de manifestation et de régénération perpétuelle puisqu'il indique par son graphisme le mouvement.

## Utilisation religieuse

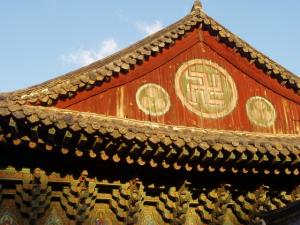
Fronton d’un temple coréen.

Comme l'indique son nom sanskrit, le svastika est dans les mystiques orientales un signe de bon augure. Bien que se retrouvant dans toutes les cultures de l'humanité préhistorique, son utilisation systématique vient de l'Inde, correspondant à la compréhension hindoue du monde, et est donc utilisé aussi par le bouddhisme et surtout par le jaïnisme, qui sont toutes deux des religions d'origine indienne.
Il est principalement un symbole cosmique mettant en scène le mouvement perpétuel de rotation autour d'un point fixe, celui de l'univers qui subit toutes les évolutions, de tous les cycles, de la transcendance. Il représente plusieurs forces positives, comme Ganesh dans l'hindouisme, dieu que l'on invoque pour tout commencement comme étant celui qui écarte les obstacles, parfois représenté sur un lit de svastikas. Chez les bouddhistes il représente la connaissance ésotérique et la roue du dharma.

### Hindouisme

Symbole Jaïn ; le svastika est un symbole majeur et omniprésent dans le jaïnisme, religion de la non-violence ou ahimsa. Ici, les quatre points bleus entre les branches du svastika représentent les quatre mondes : en haut à gauche, le monde des hommes ; en haut à droite, le monde des dieux ; en bas à gauche, le monde des animaux et des plantes ; en bas à droite, le monde des démons : seul le monde des hommes est ouvert à la délivrance, grâce aux trois joyaux (en vert) du jaïnisme (vision juste, connaissance juste, conduite juste), qui permet d'accéder à la libération du cycle des réincarnations (le candra-bindu : en jaune).

Dans la religion hindoue, les deux sens de rotation sont associés à l'activité du dieu Brahmā constructeur de l'univers : le svastika proprement dit pointant vers la droite représente la construction, la croissance (प्रवृत्ति Pravritti), alors que celui pointant vers la gauche, appelé sauvastika (सौवस्तिक), représente l'involution, la destruction (निवृत्ति Nivritti). Inscrit dans un carré à base horizontale (graphie nettement plus fréquente que la position à 45°), il représente la stabilité, ses branches indiquant les quatre orients. Il peut également être le symbole du dieu solaire Sūrya. Le svastika pointant vers la droite, auspicieux et bénéfique, est presque seul représenté et jouit d'une popularité inaltérée par les événements en Europe. On le retrouve même sur des objets non proprement religieux. Le sauvastika, considéré comme lié au temps (connoté négativement), n'est en général pas employé. Au Bengale, Svastika est un prénom courant.

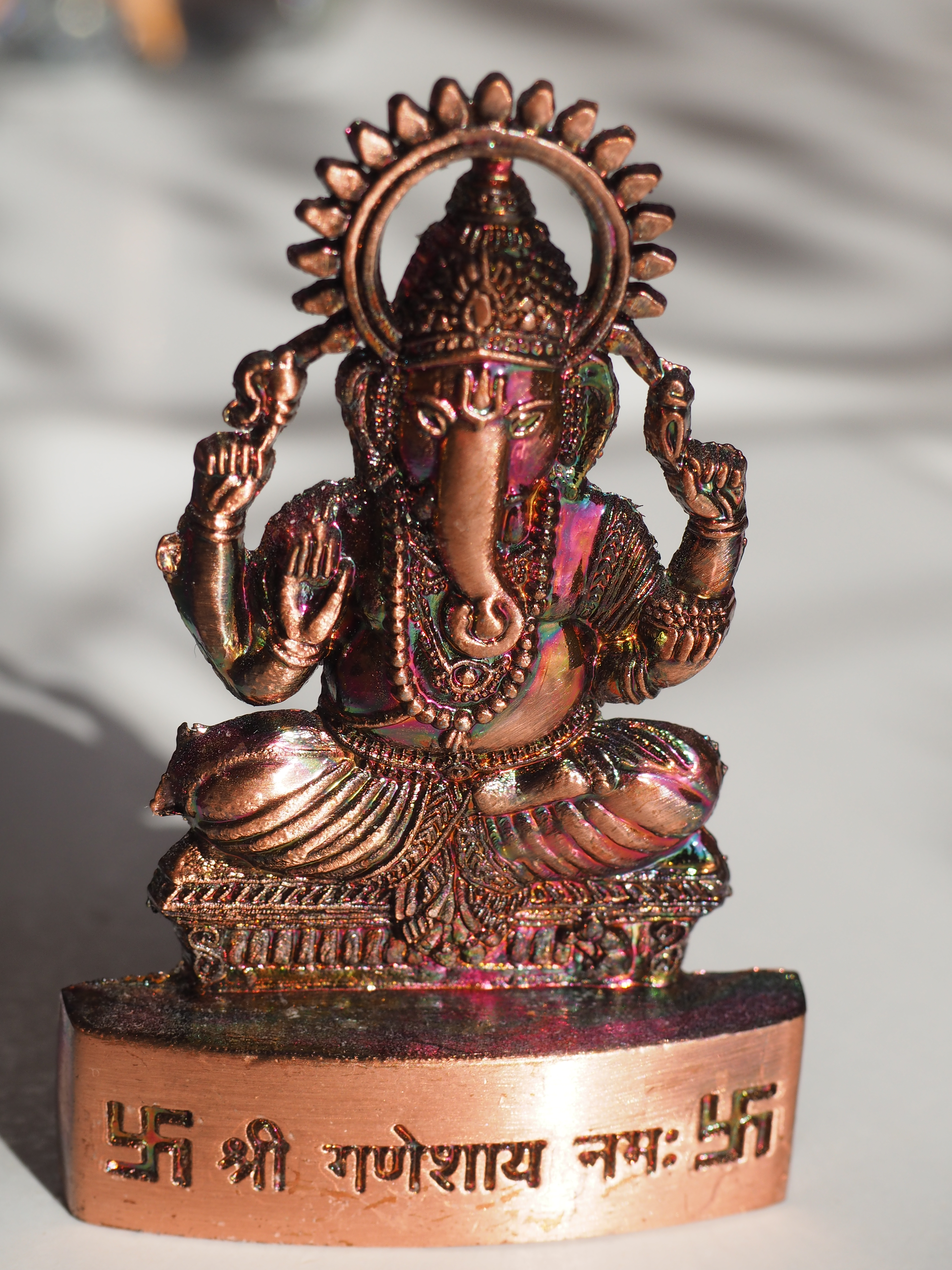
Statuette hindoue du dieu Ganesh avec svastika.

### Jaïnisme
Le svastika y joue un rôle encore plus important que dans l'hindouisme et représente le Tirthankara Suparsva, septième « faiseur de gué » du jaïnisme. C'est l'une des 24 marques auspicieuses. Tous les temples et textes jaïns portent ce symbole, qui est dessiné sept fois avec du riz autour de l'autel avant chaque cérémonie.

#### En Inde

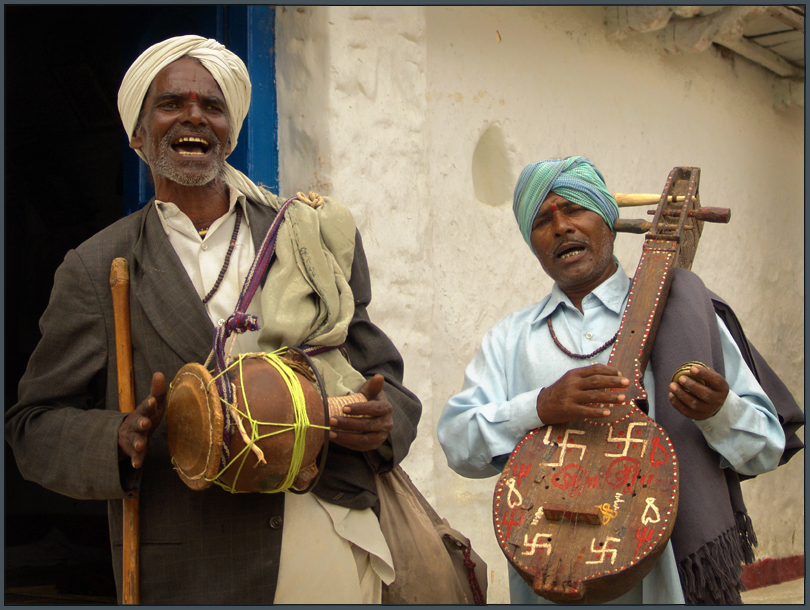
Svastika sur un instrument de musique.

En Inde, c'est un symbole omniprésent, non seulement sur les temples, mais aussi sur les maisons, dans les rues, les objets, en tant que symbole religieux, spirituel et métaphysique du cosmos et de la vérité (ekam satya, aneka panthi est un vers du Véda qui signifie « Une seule vérité, plusieurs chemins »). Le svastika représente d'ailleurs la « société noble » (ârya samaj) pour les Hindous, composée des brâhmanes (savants), kshatriya (Défenseur), vaïshya (paysan-artisan) et shûdra (serviteur), ou comme le définit le Manusmriti (lois de Manu) :
« 62. La mort, sans l’espérance d’une récompense, pour les Brâhmanes et les vaches, ou dans la défense de femmes et d’enfants, garantit la béatitude à ceux ne faisant pas partie de la communauté Ârya (les Vahya). 63. L'ahimsâ (respect impérieux de la Vie, non-violence), la véracité, l'abstention de s'approprier les biens d'autrui, la pureté et le contrôle des sens, Manu a ainsi déclaré que tout cela peut être considéré comme le résumé du Dharma pour les quatre Varna d’Ârya (« noble »). (Livre X) »
Enfin, les Jaïns — le jaïnisme étant une religion morale qui a pour premier credo la non-violence (ahimsâ) — utilisent tout spécialement le svastika pour symbole de l'Harmonie cosmique, et bien sûr à chacune de leur cérémonie : le centre du svastika symbolise l'âme libérée du cycle des réincarnations, tandis que les quatre branches représentent : 1. le monde des démons ; 2. le monde des végétaux ; 3. le monde des animaux (l'homme fait partie du règne animal) ; et 4. le monde des divinités ; l'âme libérée est au centre car elle est en paix éternelle – délivrée des naissances et des morts en ces différents corps et destins de démons, de végétaux, d'animaux et de divinités, grâce à la pratique de la non-violence et de l'ascèse absolues (pour le jaïnisme, le svastika ordonne ainsi la Non-violence directe et indirecte envers toutes les créatures, qui ont toutes la même âme, la même vie, le même vouloir-vivre dans des conditionnements différents et éphémères).

### Bouddhisme

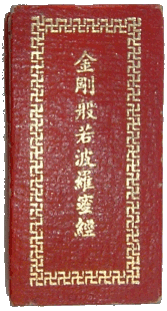
Svastikas décoratifs sur un sūtra.

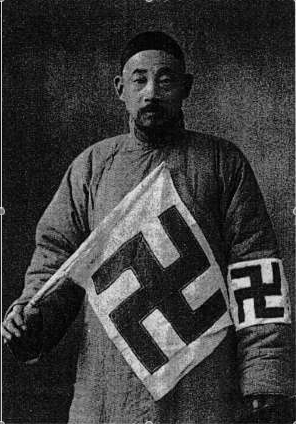
Membre de l'association humanitaire Société internationale du Svastika rouge. Elle fut l'une des principales associations actives lors du massacre de Nankin.

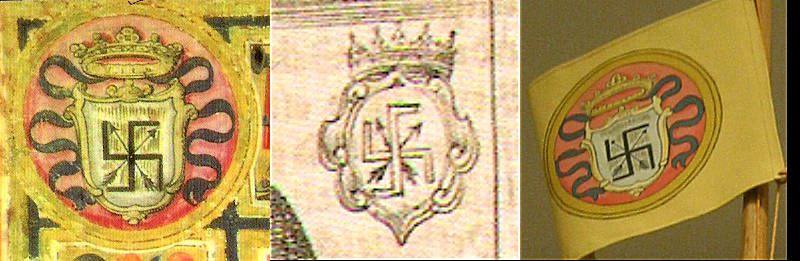
Blasons du samouraï Tsunenaga Hasekura, chef d’une ambassade en Europe au XVII.

Le svastika a été utilisé par les bouddhistes probablement dès la fondation de cette religion aux alentours du VIe siècle av. J.-C. En dehors de l'Inde, svastika et sauvastika ont d'abord été indifféremment utilisés, les deux formes étant considérées comme aussi favorables l'une que l'autre. Néanmoins, l'apparition du sinogramme wan 卍 vers l'époque des Liao a favorisé la forme pointant vers la gauche, plus fréquemment employée.
Le caractère chinois a été créé sous la dynastie Liao (907-1125). Il existe sous deux formes, la forme traditionnelle : 卍, est inversée par rapport à la forme simplifiée : 卐 (pinyin wàn, équivalent de 萬 / 万, « 10 000, myriade »), représente directement un svastika pointant vers la gauche ; il symbolise dans le bouddhisme chinois la réalisation des dix mille mérites, qui promettent le nirvâna (voir le sūtra ci-contre) ; le Bouddha, ainsi que le bodhisattva Guanyin (bodhisattva de la compassion) les portent d'ailleurs parfois, dans l'iconographie chinoise, sur la poitrine ou sur le front. Dans le bouddhisme zen, c'est le « sceau de l'esprit de Bouddha ». Ce symbole est utilisé pour noter les temples bouddhiques sur les plans de ville à Taïwan et au Japon. La valeur de « soleil » lui fut attribuée par l'impératrice Wu Zetian lors de sa tentative de création de nouveaux sinogrammes. Au Japon, les deux formes de svastika sont quelquefois associées aux deux composantes de l'illumination : le svastika pointant vers la gauche, en japonais omote manji (svastika externe) ou simplement 卍 (まんじ, manji) représente l'amour et la compassion (associés au bouddha Amitābha), alors que le svastika pointant vers la droite, ura manji (svastika interne) ou gyaku manji (svastika inversé) représente la sagesse et l'énergie associées à Akshobhya.
Chez les Tibétains, le svastika est appelé གཡུྒདརུྔ (g.yung-drung), ce qui signifie « éternel ». Traditionnellement, les bouddhistes tibétains adoptent le svastika pointant vers la droite comme les Indiens, tandis que les bonpos, pratiquants de l'ancienne religion tibétaine prébouddhique Bön, utilisent le svastika pointant vers la gauche. Chez les bouddhistes tibétains bonnets rouges - titre donné aux écoles du bouddhisme tibétain portant une coiffe noire, Kagyüpa, Sakyapa, Nyingmapa. — école dont sont issus les karmapas et autres grands maîtres du bouddhisme originel — , le svastika est sénestrogyre, c’est-à-dire qu’il tourne dans le sens inverse des aiguilles d’une montre ; au contraire, chez les bonnets jaunes, école étant la seule à porter une coiffe jaune — dont sont issus les dalaï-lamas et les panchen-lamas — , le svastika est dextrogyre, c’est-à-dire qu’il tourne dans le sens des aiguilles d’une montre. En ce cas il représente la renonciation, mais symbolise aussi la course visuelle du soleil. Ce caractère est également utilisé dans l'écriture dongba, prononcé ɯ33 et représentant le bien, le bon, de la minorité Naxi, reflétant au Tibet des restes toujours vivants de la culture Bön et des traditions tibétaines prébouddhiques.
En Corée, le svastika est très courant dans les rues où il indique un lieu bouddhiste.
Au début des années 1920, le mouvement religieux syncrétiste Dao Yuan (道院 Maison du Dao) fonda en Chine l'organisation charitable du Svastika rouge, dont les activités s'interrompirent après 1949 ; les branches de Hong Kong et Singapour, encore actives, patronnent des écoles et des hôpitaux.

### Autres spiritualités et cultures

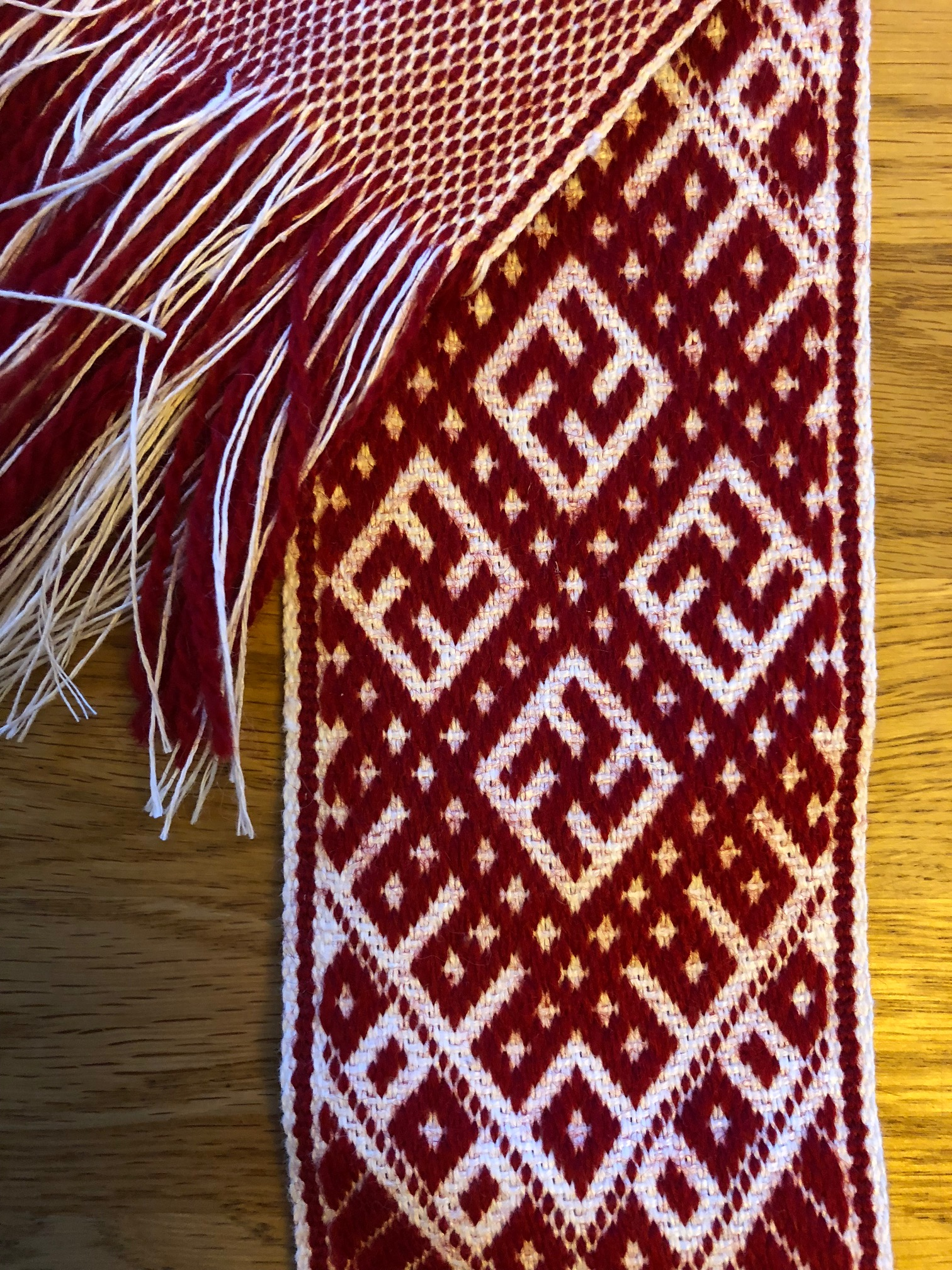
Svastika des ceintures ethnographiques de Lielvārde, Lettonie.

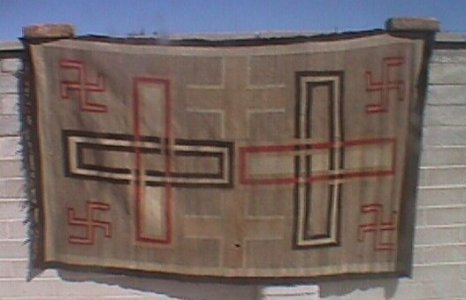
Tissage navajo.

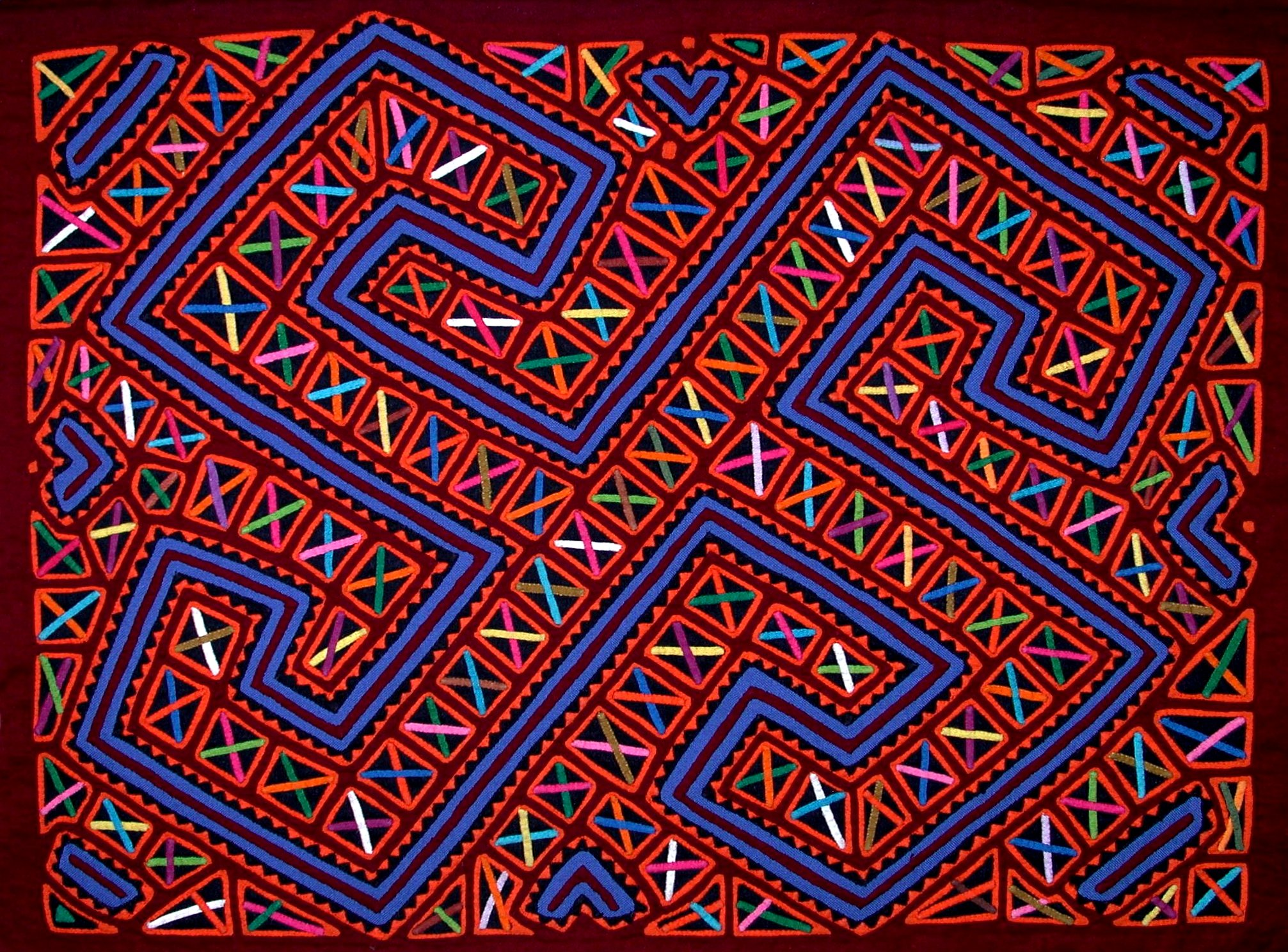
Mola, broderie traditionnelle kuna.

On le retrouve également en Bretagne où il est nommé hévoud, signifiant « bien-être » en langue bretonne.
Certaines tribus indiennes d'Amérique du Nord l'utilisent, particulièrement dans le Sud-Ouest des États-Unis, lui donnant chacune une signification différente. Ainsi chez les Hopis il représente les pérégrinations des clans alors que chez les Navajos c'est la « bûche tournoyante » liée aux rites de guérison. Le svastika a été retrouvé dans les sites archéologiques de la civilisation du Mississippi, dans l'Ohio.
C'est un motif traditionnel chez les Kunas de Panama qui le font figurer sur le drapeau de leur territoire autonome de Kuna Yala.
Dans la mythologie lettone, il est appelé « croix de tonnerre » (pērkonkrusts) ou « croix de feu » (ugunskrusts).
Chez les francs-maçons, il est le symbole de l'univers, le centre du svastika représentant l'étoile polaire, tandis les quatre branches symbolisent les quatre points cardinaux.
Des mouvements religieux modernes l'utilisent ou l'ont utilisé de façon emblématique et en référence à sa signification originelle : la religion vietnamienne Cao Dai, le Falun Gong, Ásatrú ; le Mouvement raëlien l’avait combiné avec l’étoile de David dans son logo, changé en 1991 en retirant le svastika par respect pour les Juifs qui auraient pu se sentir blessés de voir le svastika lié à l’étoile de David. Le chef spirituel du Mouvement raëlien a, par contre, réintégré le svastika en 2007 dans le logo originel (sauf en Israël).

## Le svastika indien dans l'Occident moderne

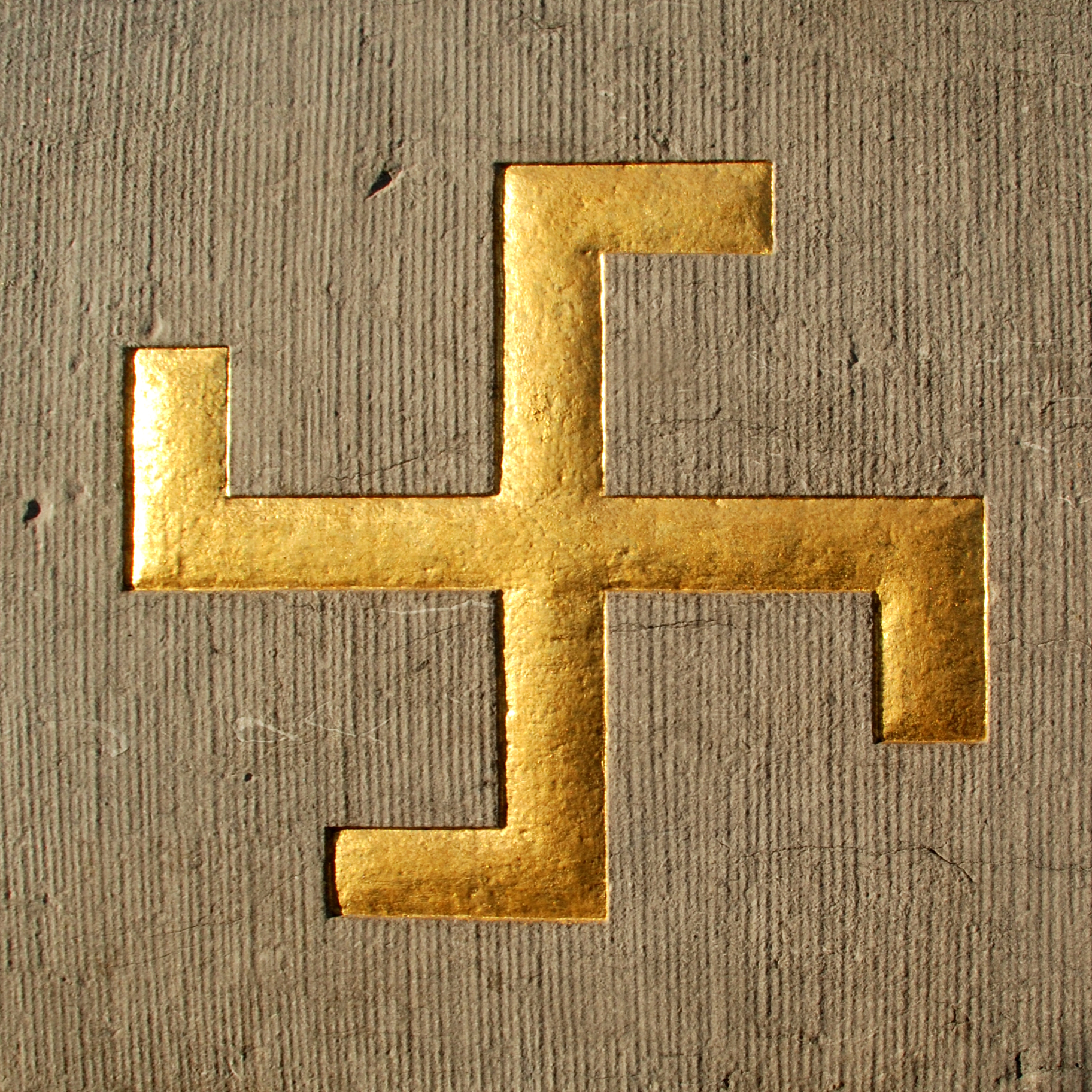
Svastika ornant le mausolée Goblet d'Alviella (fin du XIXe siècle).

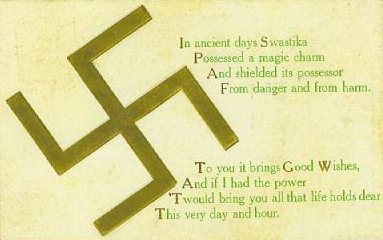
Carte postale datée de 1910.

La découverte dès le XVIIIe siècle de la parenté entre les langues d'Europe et des langues du Nord de l'Inde avait éveillé beaucoup d'intérêt. L'Inde est devenue pour les intellectuels mal à l'aise avec les religions judéo-chrétiennes une alternative au monde méditerranéen comme source de la civilisation européenne. L'archéologue Heinrich Schliemann, en collaboration avec les spécialistes de sanskrit Émile-Louis Burnouf et Max Müller, fut le premier à proposer que les symboles grecs découverts sur le site supposé de Troie étaient un symbole typiquement indo-européen, avatar du svastika indien, et que les Aryens pouvaient être des ancêtres des Européens.
Selon Friedrich Heer, auteur d'une biographie d'Adolf Hitler parue en 1968, celui-ci était enfant lorsqu'il aurait remarqué pour la première fois un svastika dans les armoiries de l'abbaye de Lambach où il était choriste.
Par la suite, il s'est servi du svastika indien comme symbole de l'aryanisme, alors que telle n'est pas sa fonction première, car ce symbole n'a jamais été exclusif aux ārya, en sanskrit « noble », terme qui indique en Inde, outre la noblesse dans un sens courant (noblesse de cœur, d'esprit), les quatre varnas hindoues, c'est-à-dire les brâhmanes, les kshatriya (rois), les vaïshya (paysans, artisans) et shudra (serviteurs), ou l'ensemble de la population hindoue, selon les lois de Manu ; néanmoins, le svastika, par ces quatre branches, représente les quatre ordres ci-dessus mentionnés de la société hindoue sacrée (qui n'a pas de base « raciste » mais liée au comportement de chacun), c'est-à-dire ârya ou noble, « aryenne », incarnant l'ahimsa (non-violence), telle que définie par le législateur de la tradition védique, Manu :

« La mort, sans l’espérance d’une récompense, pour les brâhmanes et les vaches, ou dans la défense de femmes et d’enfants, garantit la béatitude à ceux ne faisant pas partie de la communauté Ârya (les Vahya). L'ahimsa (respect impérieux de la Vie, non-violence), la véracité, l'abstention de s'approprier les biens des autres, la pureté et le contrôle des sens, Manu a ainsi déclaré que tout cela peut être considéré comme le résumé du Dharma pour les quatre varna d'Ārya (« Nobles » en sanskrit : brahmanes, kshatriya, vaïshya, shudra). »

— Mānavadharmaśāstra, livre 10, sûtra 62 et 63.
Le svastika était particulièrement familier des Britanniques ayant servi dans l’armée des Indes, comme Rudyard Kipling, dont les livres étaient protégés par une couverture portant ce signe, jusqu'à ce que le symbole devienne trop lié au nazisme. L'une des nouvelles de Histoires comme ça (édition 1911), « Le crabe qui jouait avec la mer », incluait une illustration pleine page due à l'auteur représentant un socle de pierre en forme de svastika, mentionné dans la légende comme « marque magique ». L'image fut supprimée dans les éditions ultérieures.

Sauvastika, forme lévogyre du svastika sur une édition de 1911 de Rudyard Kipling.

À partir de la fin du XIXe siècle et jusque peu avant la Seconde Guerre mondiale, le svastika a joui d'une certaine popularité dans le monde occidental. Il fut employé comme porte-bonheur, par exemple sur des cartes de vœux anglaises ou sur des pendentifs de montre de poche publicitaires émis en 1925 par Coca-Cola. Il fut adopté comme emblème par des clubs sportifs, des organisations, des entreprises et même des unités militaires, mais dans un esprit sans rapport avec l'idéologie nazie.
L'armée de l'air lettonne utilisa également un svastika (appelé Pērkonkrusts, « croix du [dieu-]tonnerre ») de 1918 à 1934. D'autres unités l'utilisèrent comme insigne. Des organismes lituaniens, au nombre desquels le mouvement fasciste Perkonkrusts, le choisirent comme emblème.

Le logo de la société suédoise ASEA de 1800 à 1933.

Le svastika fut le logo de la compagnie suédoise ASEA, faisant désormais partie du groupe Asea Brown Boveri, de 1800 à 1933.
La compagnie de navigation islandaise Eimskip, fondée en 1914, utilisait encore récemment un svastika.
Le comte suédois Von Rosen ayant offert son premier avion à l'armée de l'air finlandaise, celle-ci adopta son emblème, un svastika bleu, en 1918.
La tête d'Indien qui sert de symbole à l'Escadrille La Fayette, à l’origine un groupe de volontaires américains arrivés en France en 1916 pour soutenir l'effort de guerre, comporte comme ornement un svastika.
La Société théosophique fondée à New York en 1875 avait adopté le svastika bouddhique, pointant vers la gauche et positionné à 45°, dans son sceau.
Des équipes locales canadiennes de hockey ont utilisé le nom « Swastika » (orthographe courante en anglais) : à Edmonton dans l’Alberta vers 1916, à Fernie en Colombie-Britannique vers 1922 et à Windsor en Nouvelle-Écosse, les maillots de cette dernière étaient ornés du symbole.
La présence du symbole dans les traditions religieuses de tribus indiennes explique les nombreuses apparitions du svastika aux États-Unis, dans le Sud-Ouest, dans l’artisanat tribal en particulier. Ainsi, les bornes des routes d'état de l’Arizona portèrent jusqu’en 1940 une pointe de flèche marquée d’un svastika.
Charles Lindbergh avait fait peindre un svastika sur le moyeu de l'hélice de son Spirit of Saint-Louis, ce qui n'est pas, a priori, à mettre sur le compte de ses sympathies ultérieures pour le parti nazi.
La 45e division d’infanterie de l’armée américaine eut comme emblème un svastika jaune sur fond rouge jusqu’en 1930, année où il fut changé en « oiseau-tonnerre », créature mythologique amérindienne. Au début de la Seconde Guerre mondiale, les tribus Navajos, Apaches, Tohono, O'odham et Hopis renoncèrent officiellement à son usage sur leurs objets usuels et créations artistiques.
Une localité du Nord de l’Ontario fondée en 1906, aujourd’hui bourgade de Kirkland Lake, porte le nom de Swastika, qu’elle a toujours refusé d’abandonner malgré les pressions. Une société minière, « Swastika Mining Company », y fut fondée en 1908 en vue de la prospection d’or.
Dans l'Occident moderne, le svastika pointant vers la droite, et généralement incliné de 45 degrés, avait été adopté comme emblème par le parti national-socialiste allemand et le troisième Reich, il a par conséquent acquis après la Seconde Guerre mondiale une forte connotation politique le liant aux crimes contre l'humanité allemands (voir Shoah) et au racisme. Certains groupes politiques extrémistes l'utilisent encore (voir croix gammée nazie).

## Chez les Slaves
Le svastika est également présent dans les mythes slaves pré-chrétiens. Il est dédié au dieu slave Svarog ou Rod.
Pour les Slaves, le svastika est un signe magique manifestant la puissance et la majesté du soleil et du feu. Il a été utilisé comme décoration cultelle sur des urnes cinéraires (ręce boga). Le svastika est aussi employé dans les rites, la construction, la broderie sur les vêtements, les tapis et il orne des ustensiles ménagers ainsi que, aujourd'hui, de nombreux habits folkloriques. On le retrouve sur les habits orthodoxes.
Le svastika est un symbole héraldique, comme sur les armoiries de Boreyko en Pologne, et il est utilisé par les nobles en Ukraine. Au XIXe siècle, c'est l'un des symboles de l'Empire russe, ajouté comme arrière-plan à l'aigle russe.

Le symbole est connu comme « Ręce boga » découvert en 1936 dans un site archéologique en Pologne dans la Biała, datant des IIIe et IVe siècles apr. J.-C. (culture de Przeworsk).
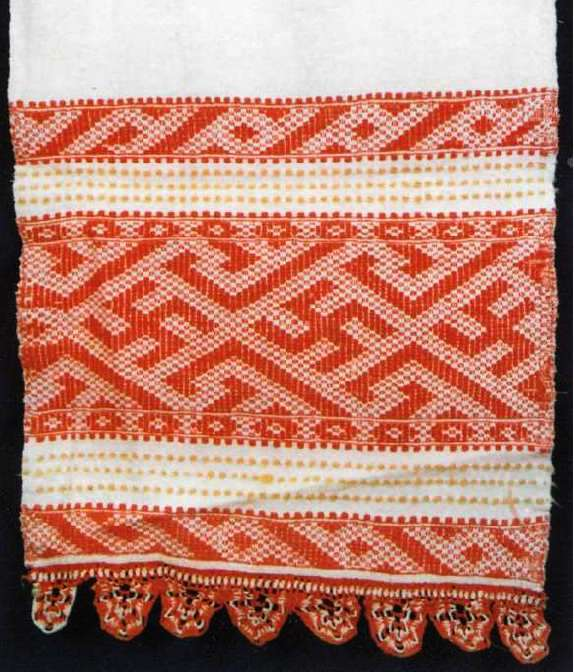
Ornement russe.
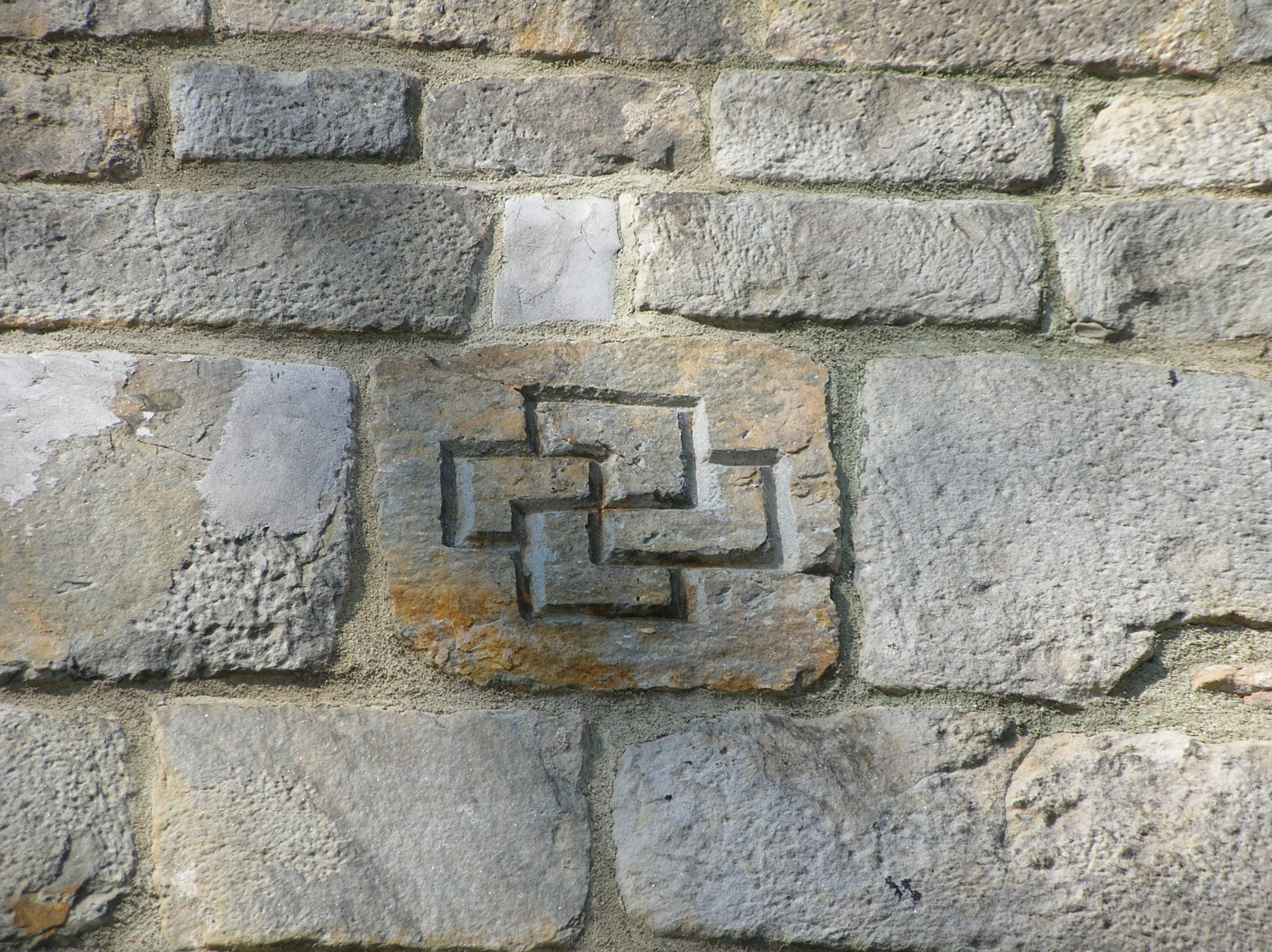
Double croix gammée sur le mur de l'église collégiale du XIIe siècle à Kruszwica.
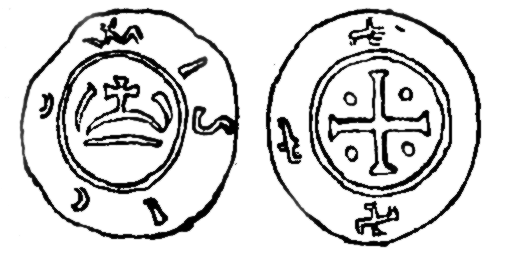
Pièces de monnaie frappées Mieszko II en tant qu'héritier du trône, avant l'an 1025.
Blason des Boreyko (en), clan ruthène. Il aurait été celui d'Oleg le Sage.

## Nazisme

Drapeau nazi.

Adolf Hitler s'est servi du svastika comme symbole de l'aryanisme. Le drapeau nazi comprend un svastika dextrogyre incliné à 45 degrés (comme la croix de saint André, d’ailleurs utilisée par la 28e division SS Wallonie suivant la croix de Bourgogne) de couleur noire sur un disque blanc exactement au centre d'un drapeau rouge. Il est alors appelé croix gammée nazie. Après la Seconde Guerre mondiale, en raison de l'importance et de l'extrême violence des crimes perpétrés par les nazis, les représentations de la croix gammée sont évitées comme motif de décoration en Europe (alors qu'avant le nazisme, les frises avec des croix gammées en Europe ne connotaient rien de négatif). L'utilisation de la croix gammée nazie est d'ailleurs réprimée par la loi dans plusieurs pays européens.

## Le svastika dans l’architecture
En dehors de sa valeur de symbole religieux, le svastika apparaît souvent comme motif dans des constructions. Dans le monde grec et romain ainsi que dans les lieux de culte des religions abrahamiques, il est difficile de savoir s’il est porteur d’un sens ou n’est qu’un simple ornement. En voici quelques exemples :
- les dallages médiévaux, à l'exemple des illustrations ci-dessous. L'église conventuelle de l'abbaye des Dames cisterciennes de Fontenelle, à Maing en était pavée au XIVe siècle ;
- les peintures murales dans l'ancienne église Saint-Laurent de Grenoble ;
- les décors de l'église Notre-Dame-du-Bourg de Rabastens du XIVe siècle ;
- l'architecture de la Renaissance en France : sous le règne de François Ier, le château de Chambord comporte dans la décoration murale d'une de ses salles une fresque ponctuée de svastikas ;
- les motifs répétitifs de constructions néoclassiques des XIXe et XXe siècles, comme l’Opéra-Comique à Paris ;
- les motifs décoratifs de la mosquée du Vendredi à Ispahan et de la mosquée Taynal à Tripoli ;
- la cathédrale Sainte-Sophie de Kiev (XIIe siècle) ;
- la synagogue d'Ein Gedi, construite durant l’occupation romaine de la Judée ;
- la mosaïques de Volubilis, près de Meknès au Maroc ;
- la mosaïque du musée national du Bardo (Tunisie) ;
- les motifs décoratifs du sol de la cathédrale d'Amiens ;
- les motifs décoratifs la Mosquée-cathédrale de Cordoue ;
- ce motif se retrouve aussi sur le toit de la collégiale de Mantes-La Jolie, dans les Yvelines[24] ;
- les motifs décoratifs sur le County Hall (hôtel de préfecture) du comté anglais d'Essex à Chelmsford ;
- le plancher de l'édicule de la station de metro d'Upminster Bridge à Londres en Angleterre ;
- la table de l'autel du XIIe siècle à l'église Notre-Dame-de-l'Assomption d'Avenas dans le Haut-Beaujolais.

En dehors de ces motifs décoratifs, mais de façon beaucoup plus rare, le svastika peut également apparaître dans le plan au sol d'un édifice constitué de quatre ailes en « L ». On retrouve par exemple ce type de configuration dans un complexe de bâtiments de la base navale de Coronado à San Diego, construit en 1967-1970 (architecte : John Mock) (32° 40′ 34″ N, 117° 09′ 28″ O). En 2007 la Navy s'est engagée à apporter des modifications architecturales destinées à cacher cette forme, uniquement visible du ciel.

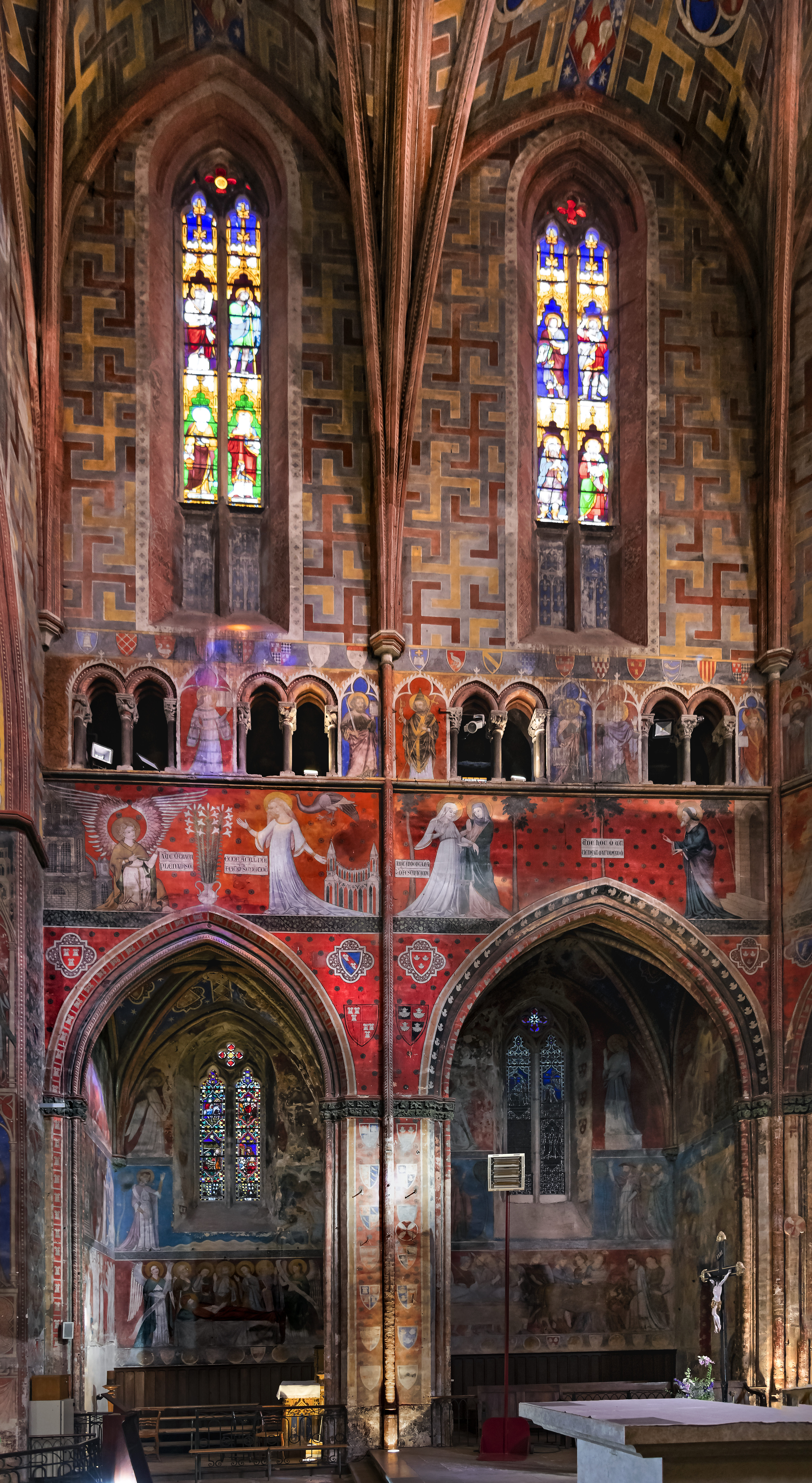
Église Notre-Dame-du-Bourg de Rabastens (Tarn).
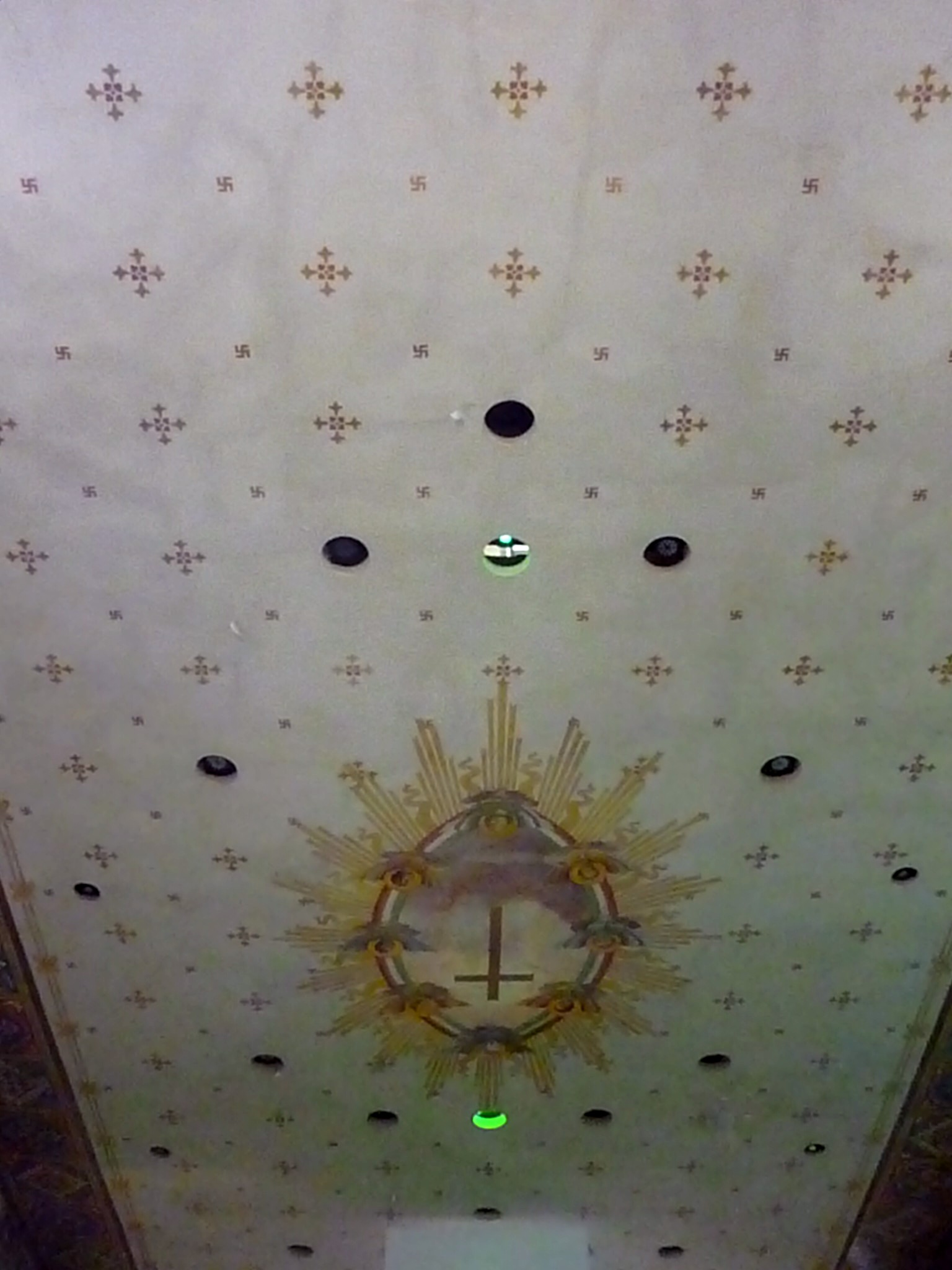
Minuscules svastikas parsemant le plafond de l'église Saint-Laurent de Grenoble (Isère).
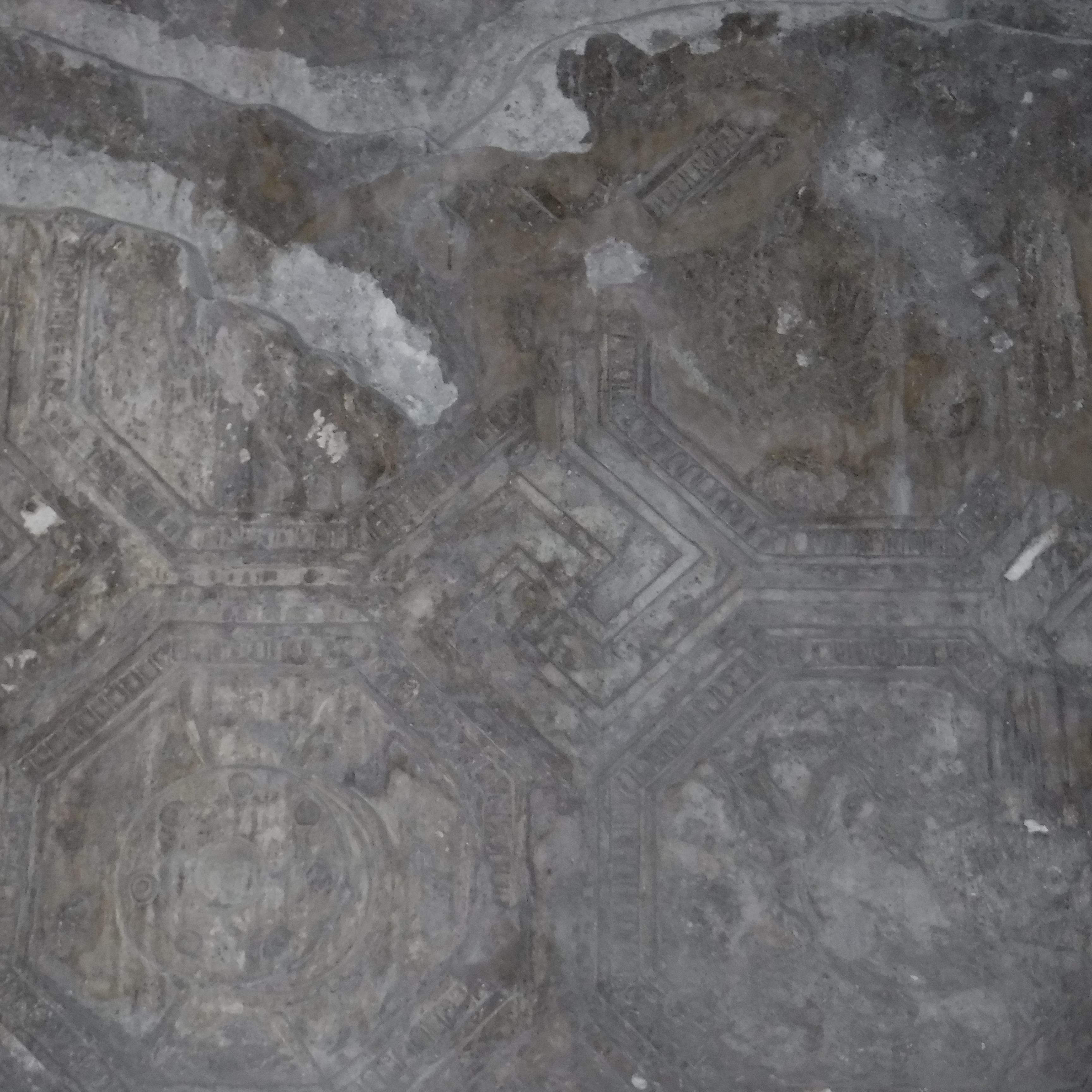
Svastika lévogyre sur un mur du site de Pompéi (Naples).
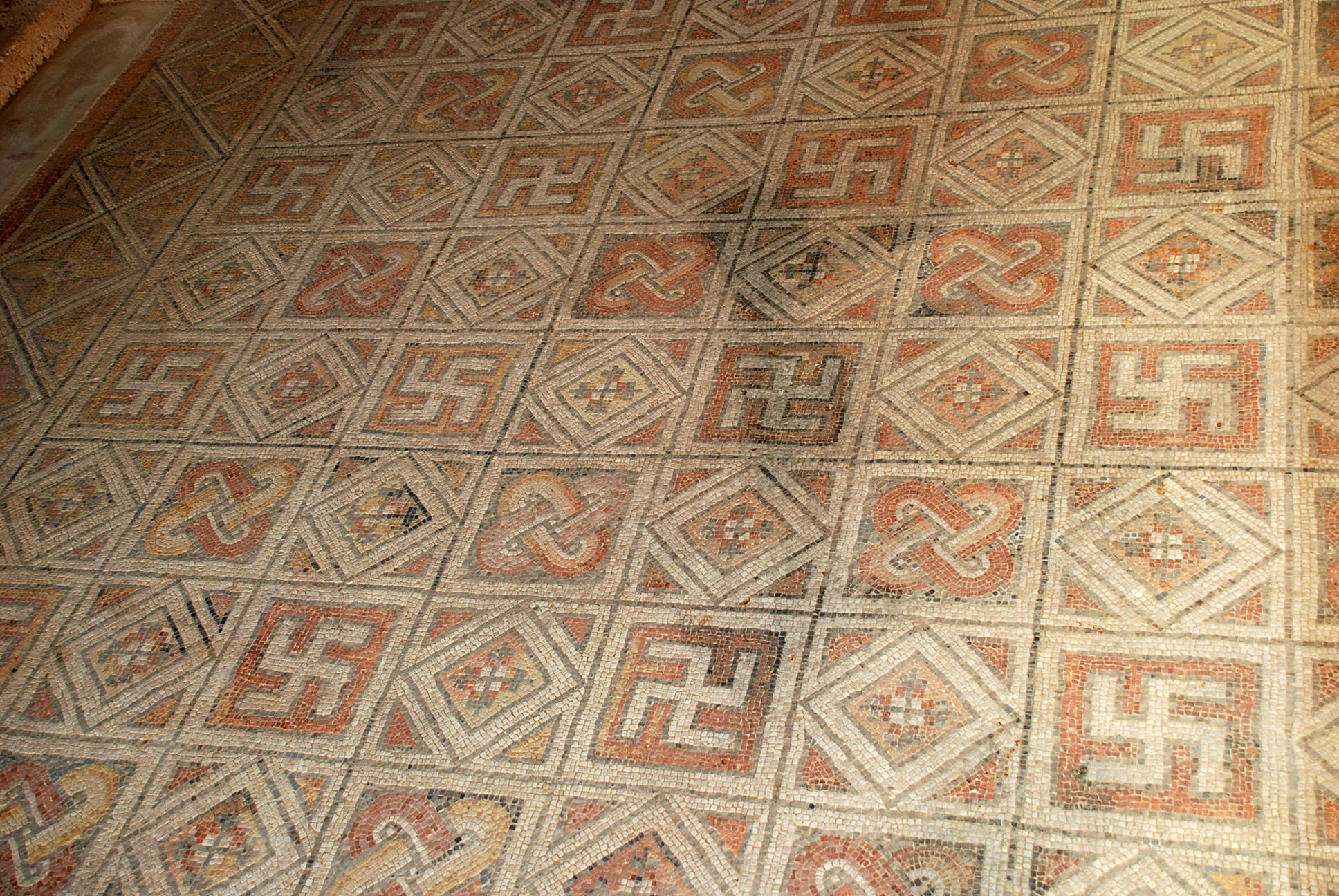
La « mosaïque aux Svastikas » de la villa romaine de La Olmeda (Pedrosa de la Vega, Espagne).
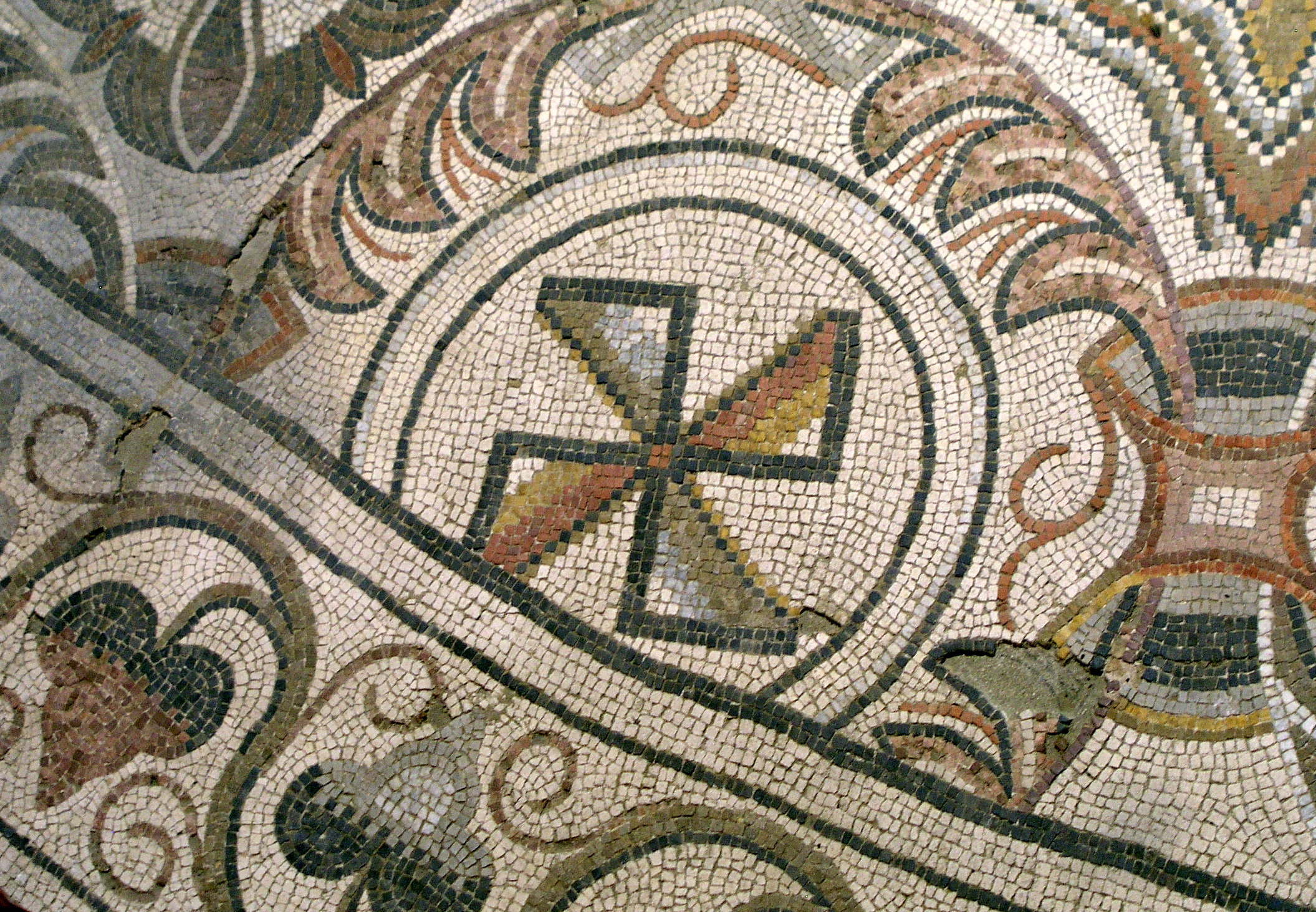
Svastika de la villa gallo-romaine des Prés Bas à Loupian (Hérault).
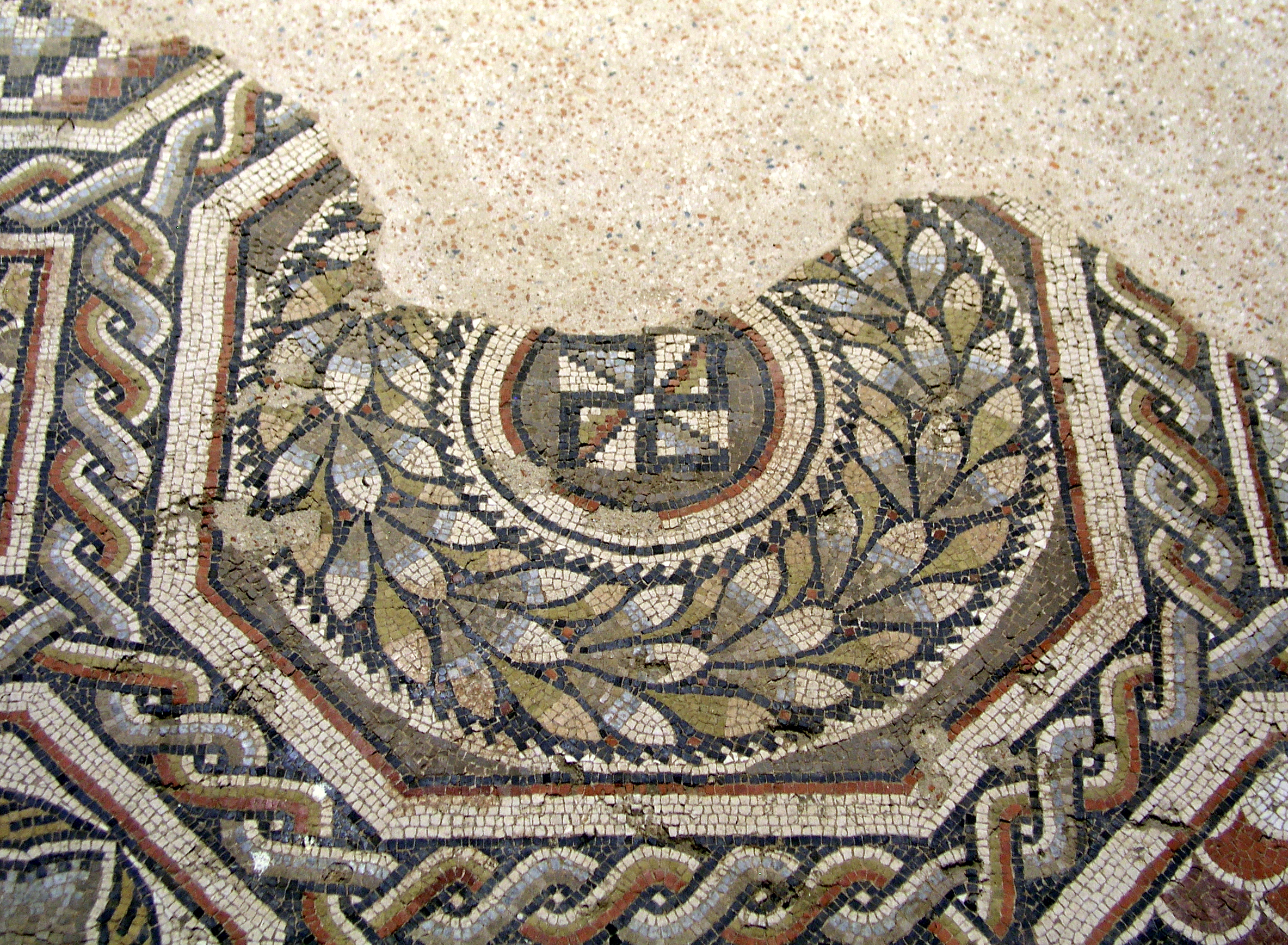
Svastika de la villa gallo-romaine des Prés Bas à Loupian (Hérault).
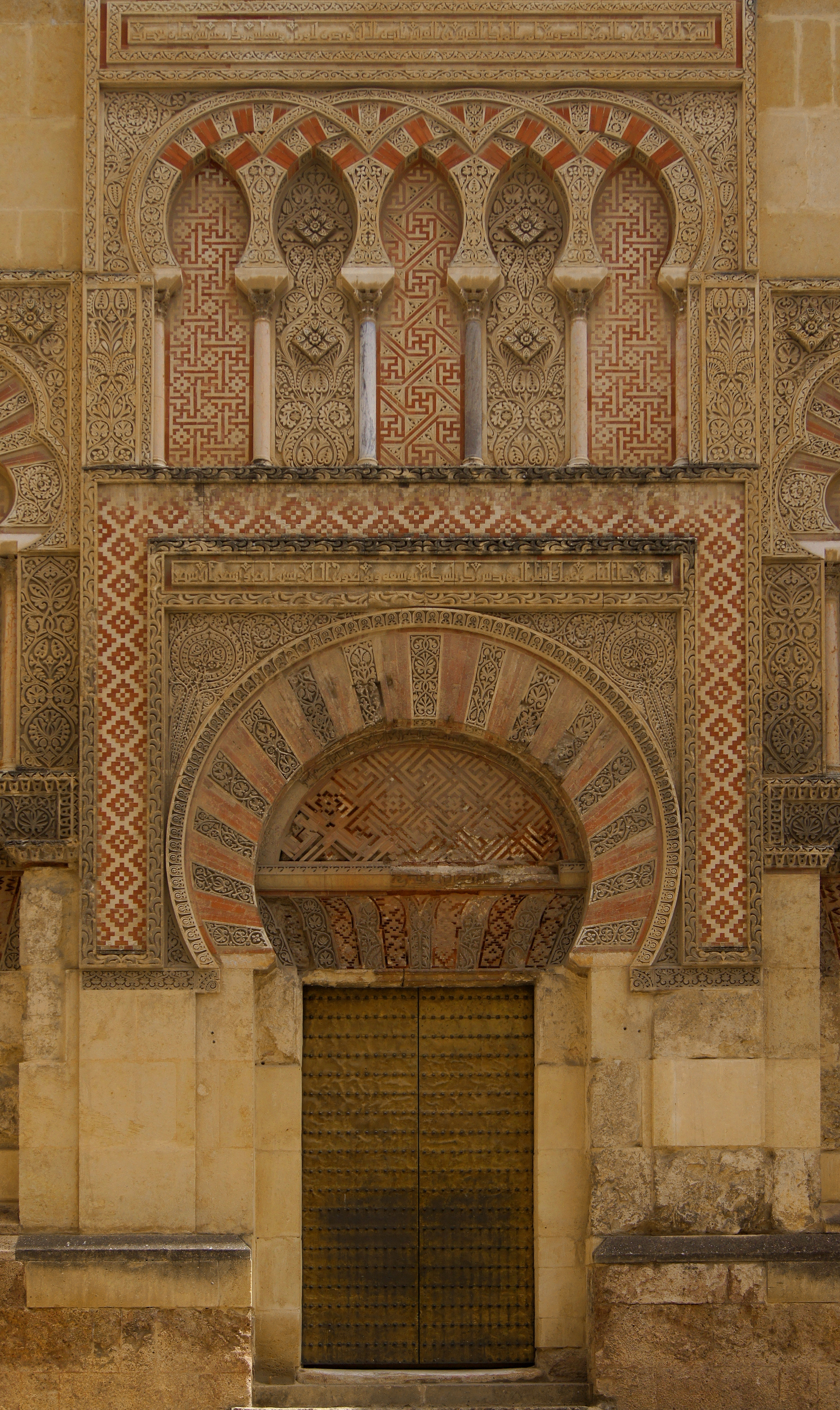
Motifs décoratifs la Mosquée-cathédrale de Cordoue
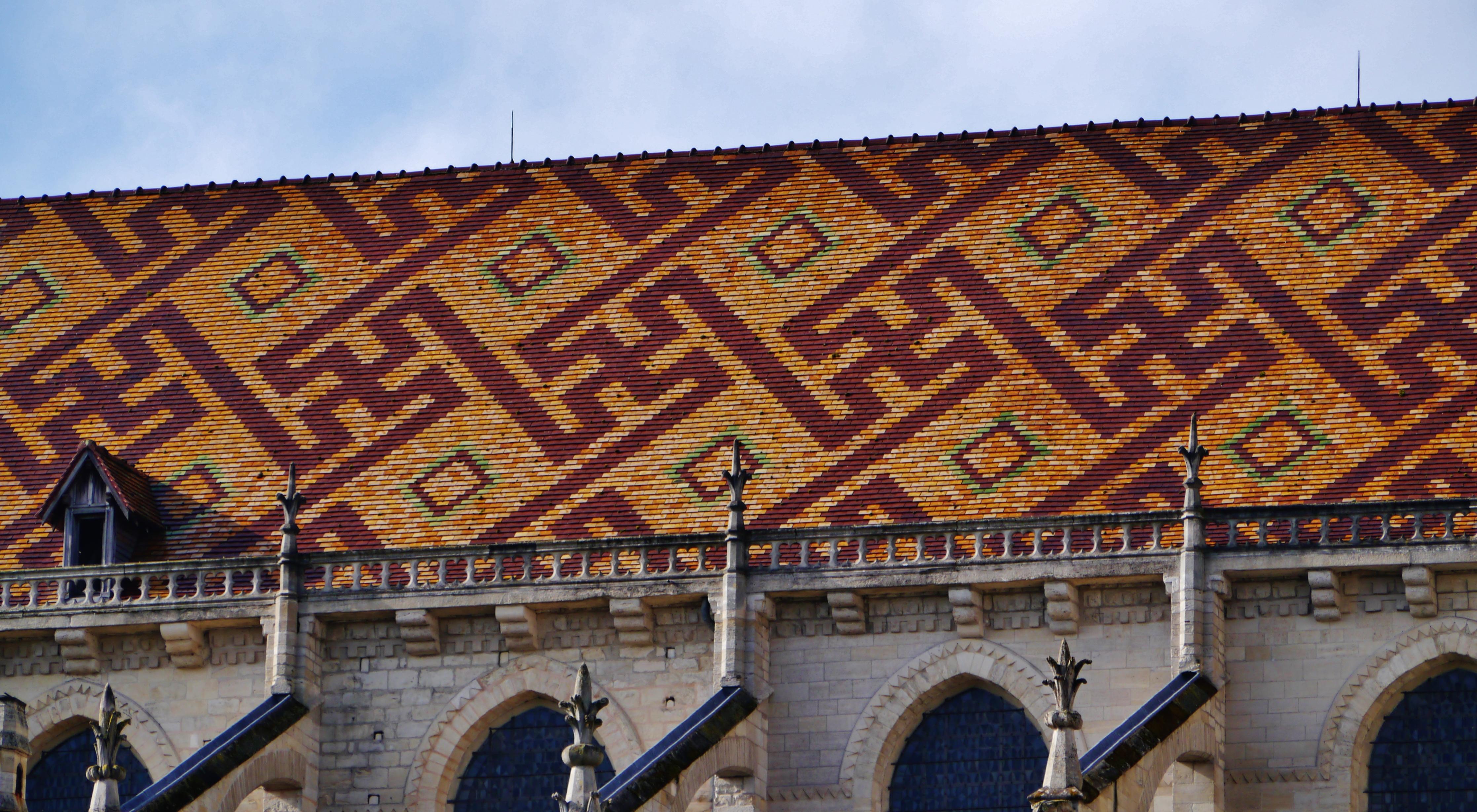
Toiture de la Collégiale Notre-Dame de Mantes-la-Jolie (Yvelines).
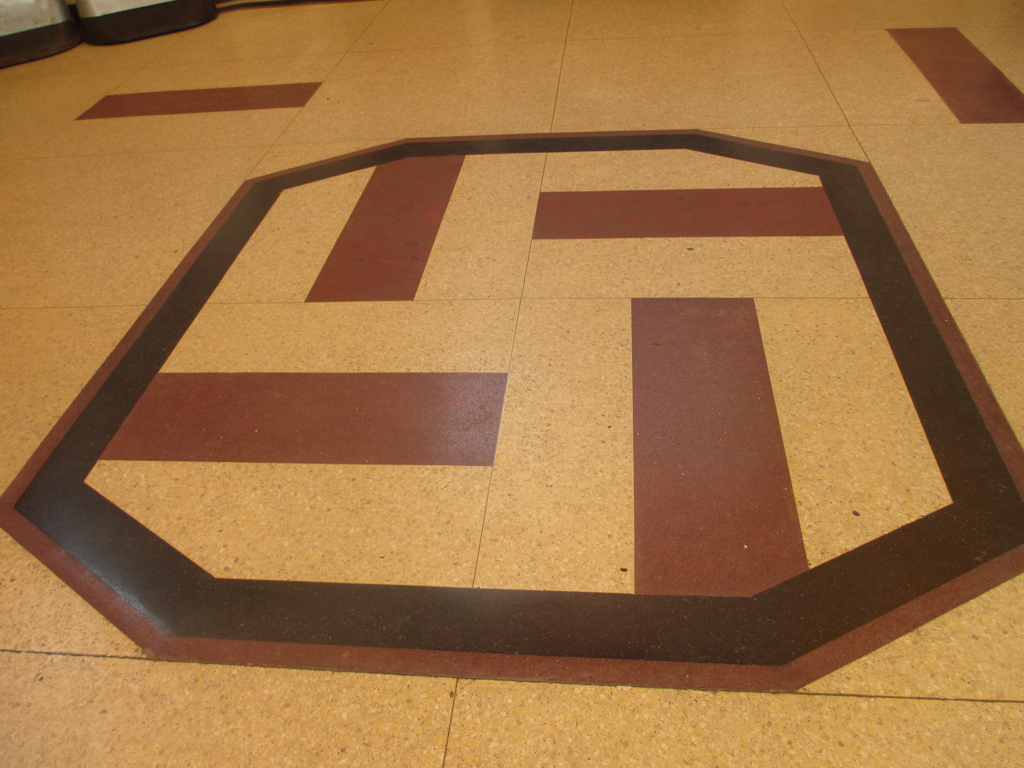
Plancher de la station de métro d'Upminster Bridge (Londres, Angleterre).